# 셸본 FC
셸본 FC(Shelbourne F.C.)는 아일랜드의 축구 클럽으로, 더블린을 연고지로 한다. 리그 오브 아일랜드 프리미어 디비전에 참가하고 있다.

## 선수 명단

### 현역
참고: FIFA 자격 규정에 따라 소속된 국가대표팀 국기를 표시합니다. 선수는 복수의 FIFA 비회원국 국적을 가지고 있을 수 있습니다.
| 번호 | 포지션 | 국적       | 이름        |
| ---- | ------ | ---------- | ----------- |
| 11   | FW     | 스코틀랜드 | 매티 스미스 |
| 29   | DF     | 아일랜드   | 패디 바렛   |

| 번호 | 포지션 | 국적       | 이름      |
| ---- | ------ | ---------- | --------- |
| 67   | MF     | 스코틀랜드 | 리암 버트 |

## 역대 감독
| 감독          | 임기   |
| ------------- | ------ |
| 데이미언 더프 | 2021 ~ |

틀:셸본 FC 선수 명단